# PCL
PCL (от англ. Printer Command Language) — язык управления принтером, разработанный компанией Hewlett-Packard. В первой версии это был просто набор команд для печати ASCII-символов. В версиях PCL6 и PCL XL (PXL) стало возможным печатать в цвете, а также печатать изображения. Помимо Microsoft Windows и HP-UX этот язык используется в UNIX (BSD) и UNIX-подобных (Linux) операционных системах.

## Обзор уровней PCL 1 по 5
Уровни PCL с 1 по 5e/5c представляют собой языки на основе команд, использующие управляющие последовательности, которые обрабатываются и интерпретируются в порядке их получения. На потребительском уровне потоки данных PCL генерируются драйвером печати. Вывод PCL также может быть легко создан пользовательскими приложениями.

## Обзор PCL 6
HP представила «PCL 6» примерно в 1995 году с принтерами серии HP LaserJet 4000.

## Обзор PJL
PJL (Язык задания принтера) был представлен на HP LaserJet IIIsi. PJL добавляет элементы управления на уровне заданий, такие как переключение языка принтера, разделение заданий, команды среды, обратная связь о состоянии, посещаемость устройства и команды файловой системы.